# American Idiot (песня)
«Américan Idiot» — песня американской панк-рок-группы Green Day. Композиция была выпущена в качестве первого сингла с одноимённого альбома группы. Песня получила в основном положительные отзывы критиков и была выдвинута на премию «Грэмми» в номинациях: Лучшее вокальное рок-исполнение дуэтом или группой, Лучшая рок-песня, Лучшее короткометражное музыкальное видео и Запись года.
По состоянию на июль 2010 года, продано 1 371 000 копий сингла

## Содержание
В песне Green Day критикует состояние США в 2004 году с ссылками на опасность «новых, необъективных СМИ». Журналист из «Kerrang!» заявил, что Green Day «сделали для своего поколения и для своей страны то же, что сделали Sex Pistols в 1977 году для поколения, увязшего в любви к паразитической королевской семье».
Билли Джо Армстронг был вдохновлён к написанию данной композиции после того, как услышал по радио песню Lynyrd Skynyrd «That’s How I Like It». Армстронг говорил тогда: «Это звучало как: Я горжусь тем, что я деревенщина», и я подумал: «Господи, зачем подобным гордиться? Я против этого».

## Музыкальное видео
В клипе, снятом Сэмюэлем Бейером, Green Day играет на складе на фоне зелёного американского флага (ссылка на название группы). В середине видео группа играет на разных скоростях (ускоренное и замедленное движение). Ближе к концу зелёные полосы флага плавятся и стекают на пол. Затем группа из усилителей рядом с флагом распыляют зелёную жидкость. В конце они бросают свои инструменты и расходятся.

## Награды
«American Idiot» занял 13 место в списке Синглов десятилетия по версии журнала Rolling Stone. VH1 также разместили песню под номером 13 в Топ-100 песен в 2000-х. Rolling Stone поставил песню на 432 место в списке 500 величайших песен всех времён.

## Список композиций
Все тексты написаны Билли Джо Армстронгом, если не указано другое, вся музыка написана Green Day.
| №  | Название                         | Длительность |
| -- | -------------------------------- | ------------ |
| 1. | «American Idiot» (Radio edit)    | 2:54         |
| 2. | «American Idiot» (Album version) | 2:54         |

| №  | Название            | Длительность |
| -- | ------------------- | ------------ |
| 1. | «American Idiot»    | 2:54         |
| 2. | «Too Much Too Soon» | 3:33         |

| №  | Название                                    | Длительность |
| -- | ------------------------------------------- | ------------ |
| 1. | «American Idiot»                            | 2:54         |
| 2. | «Shoplifter»                                | 1:52         |
| 3. | «Governator» (lyrics written by Mike Dirnt) | 2:31         |

7" picture disc
| №  | Название         | Длительность |
| -- | ---------------- | ------------ |
| 1. | «American Idiot» | 2:54         |

| №  | Название            | Длительность |
| -- | ------------------- | ------------ |
| 1. | «Too Much Too Soon» | 3:33         |

| №  | Название                                             | Длительность |
| -- | ---------------------------------------------------- | ------------ |
| 1. | «American Idiot» (music video)                       | 3:02         |
| 2. | «American Idiot» (live at the Grammy Awards in 2005) | 3:17         |

## В массовой культуре
- В полнометражном фильме «Симпсоны в кино»  исполнена похоронная версия «American Idiot»

## Участники записи
- Билли Джо Армстронг — вокал, гитара;
- Майк Дёрнт — бас-гитара, бэк-вокал;
- Тре Кул — ударные.